# Odontofroggatia ishii
Odontofroggatia ishii är en stekelart som beskrevs av Wiebes 1980. Odontofroggatia ishii ingår i släktet Odontofroggatia och familjen fikonsteklar.
Artens utbredningsområde är:
- Papua Nya Guinea.
- Taiwan.

Inga underarter finns listade i Catalogue of Life.